# Ninh Thuận
Ninh Thuận, voorheen de provincie Phan Rang genoemd, is een provincie van Vietnam. De provincie Ninh Thuận ligt in het zuiden van Vietnam, dat ook wel Đông Nam Bộ wordt genoemd. De oppervlakte van de provincie bedraagt 3363,08 km² en Ninh Thuận telt ruim 573.925 inwoners.

## Districten
Ninh Thuận is onderverdeeld in een stad (Phan Rang-Tháp Chàm) en vijf districten:
- Bác Ái
- Ninh Hải
- Ninh Phước
- Ninh Sơn
- Thuận Bắc